# San Theodoros

La bandiera dello stato immaginario

La Repubblica di San Theodoros è un paese sudamericano immaginario inventato da Hergé nel fumetto L'orecchio spezzato. La nazione è un chiaro esempio di "Repubblica delle Banane" perché sotto il giogo di un governo militare.
Il paese è in perenne guerra contro la Repubblica di Nuevo Rico.

## Storia
Si sa poco sulla storia della repubblica; si sa per certo che vi abitò l'antica civiltà Arumbaya distrutta dai conquistadores nel 1519, fu poi liberata  nella prima metà dell'Ottocento dal generale Olivaro (simile di cognome al generale Simón Bolívar, liberatore del Sud America spagnolo).
Dalla liberazione c'è stato un continuo susseguirsi di colpi di stato in cui  svariati dittatori salirono al potere (chiaro esempio dell'instabilità politica del continente nella prima metà del Novecento). Nel Novecento si successero alla presidenza più volte il generale Alcazar e il generale Tapioca.

## Geografia
Il paese è ricco di foreste ed è attraversato da un grande fiume (probabilmente affluente del Rio delle Amazzoni) e sembra che il paese sia circondato dalle Ande. Probabilmente la nazione si trova o tra Venezuela e Brasile o tra Perù e Colombia.
Sembra abbia una sola grande città: Las Dopicos fondata dagli spagnoli nel XVI secolo.